# Echo-Canyon
Der Echo-Canyon ist ein Canyon im westantarktischen Marie-Byrd-Land. In der Ohio Range der Horlick Mountains liegt er nordöstlich des Tuning-Nunataks.
Das New Zealand Antarctic Place-Names Committee benannte ihn.